# B2M 엔터테인먼트의 음반
이 문서는 B2M 엔터테인먼트에서 발표한 음반의 목록이다.

## 2010년대
- 2010년 4월 12일 김규종 - [Digital Single] 서툰 고백 (슈퍼스타 OST)[1]
- 2010년 4월 12일 이효리 - H-Logic[2]
- 2011년 4월 28일 이효리 - [Digital Single] 남아주세요 (네이버 재능기부 캠페인)
- 2011년 5월 12일 허영생 - Let It Go (EP)
- 2011년 7월 13일 이효리 - [Digital Single] 기억해 (네이버 재능기부 캠페인)
- 2011년 8월 31일 허영생 - 보스를 지켜라 OST Part.7
- 2011년 9월 27일 김규종 - True Me On
- 2011년 12월 28일 허영생 - 발효가족 OST Part.2
- 2012년 1월 10일 스피카 - [Digital Single] 독하게[3]
- 2012년 2월 8일 스피카 - 러시안룰렛 (Russian Roulette)
- 2012년 3월 29일 스피카 - Painkiller
- 2012년 5월 22일 허영생 - SOLO
- 2012년 7월 18일 김규종 - Meet Me Again
- 2012년 9월 19일 스피카 - [Digital Single] I'll Be There
- 2012년 10월 29일 허영생 - 그 여자 작사 그 남자 작곡 시즌 2(Episode 3 - 서지석,이청아)
- 2012년 11월 21일 스피카 - Lonely
- 2013년 1월 23일 에릭남 - CLOUD 9
- 2013년 3월 6일 스피카 - 그 겨울,바람이 분다 OST Part 4
- 2013년 3월 14일 허영생 - LIFE
- 2013년 3월 26일 에릭남 - Love In Memory OST Part.2
- 2013년 5월 21일 이효리 - MONOCHROME
- 2013년 8월 28일 스피카 - [Digital Single] Tonight
- 2013년 9월 26일 스피카 - 댄싱9
- 2013년 10월 16일 허영생 - She
- 2013년 10월 18일 김보형 - [Digital Single] 내가 미친년이야
- 2013년 11월 28일 김보아 - 러브포텐-순정의 시대 OST Part.2
- 2013년 12월 19일 에릭남 - 식샤를 합시다 OST Part.2
- 2014년 1월 14일 이효리 - 로맨스가 필요해3 OST Part.1
- 2014년 1월 27일 스피카 - [Digital Single] You Don`t Love Me
- 2014년 3월 3일 스피카 - 음악여행 예스터테이 3회[4]
- 2014년 3월 31일 양지원 - 신의 선물 - 14일 OST Part.2
- 2014년 4월 8일 에릭남 - [Digital Single] 우우(Ooh Ooh)
- 2014년 4월 15일 스피카 - 마녀의 연예 OST Part.1
- 2014년 6월 11일 김보형 - 100초전 Part.2
- 2014년 8월 4일 스피카 - I Did It[5]
- 2014년 9월 12일 스피카 S - [Digital Single] 남주긴 아까워
- 2014년 11월 5일 스피카 - [Digital Single] Ghost
- 2014년 11월 19일 니콜 정 - First Romance
- 2014년 12월 10일 에릭 남 - [Digital Single] 녹여줘
- 2015년 1월 9일 박나래 - 스웨덴 세탁소 OST Part.4
- 2015년 3월 5일 에릭 남 - [Digital Single] 괜찮아 괜찮아
- 2015년 3월 28일 스피카 - 슈퍼대디열 OST Part.2
- 2015년 5월 29일 에릭 남 - [Digital Single] Sweet Tune's Project
- 2015년 6월 24일 니콜 정 - [Japan Digital Single] Something Special
- 2015년 7월 14일 에릭 남 - 썸남썸녀 OST Part.2[6]
- 2015년 8월 19일 SG 워너비 - THE VOICE
- 2016년 2월 17일 니콜 정 - [Japan Digital Single] Don`t Stop
- 2016년 3월 4일 에릭 남 - [Digital Single] 봄인가 봐 (Spring Love)[7]
- 2016년 3월 15일 김보형 - 피리부는 사나이 OST Part.1
- 2016년 3월 24일 에릭 남 - Interview
- 2016년 3월 31일 SG 워너비 - 태양의 후예 OST Part.8
- 2016년 4월 19일 김보형 - 대박 OST Part.2
- 2016년 4월 20일 이석훈 - [Digital Single] 투유 프로젝트 - 슈가맨 Part.27[8]
- 2016년 4월 27일 니콜 정 - Bliss
- 2016년 5월 20일 이석훈 - [Digital Single] 듀엣가요제 7회[9]
- 2016년 6월 7일 이석훈 - 또 오해영 OST Part.6
- 2016년 6월 10일 에릭 남 - [Digital Single] Into You[10]
- 2016년 7월 15일 에릭 남 - [Digital Single] 못참겠어
- 2016년 7월 20일 이석훈 - [Digital Single] Merry Summer[11]
- 2016년 8월 3일 김보형 - [Digital Single] 아이돌보컬리그 - 걸스피릿 EPISODE 03[12]
- 2016년 8월 12일 에릭 남 - 함부로 애틋하게 OST Part.12
- 2016년 8월 17일 김보형 - [Digital Single] 아이돌보컬리그 - 걸스피릿 EPISODE 05[13]
- 2016년 8월 24일 김보형 - [Digital Single] 아이돌보컬리그 - 걸스피릿 EPISODE 06[14]
- 2016년 8월 25일 스피카 - [Digital Single] Secret Time
- 2016년 9월 21일 김보형 - [Digital Single] 아이돌보컬리그 - 걸스피릿 EPISODE 10[15]
- 2016년 9월 27일 SG 워너비 - 달의 연인 - 보보경심 려 OST Part.8
- 2016년 9월 28일 김보형 - [Digital Single] 아이돌보컬리그 - 걸스피릿 EPISODE 11[16]
- 2016년 10월 1일 김보형 - 더케이투 OST Part.1
- 2016년 11월 19일 SG 워너비 - Our Days
- 2016년 12월 3일 에릭 남 - [Digital Single] Body[17]
- 2017년 1월 3일 이석훈 - 낭만닥터 김사부 OST Part.5
- 2017년 2월 16일 김진호 - [Digital Single] 졸업사진
- 2017년 3월 9일 에릭 남 - [Digital Single] You,Who?[18]
- 2017년 3월 19일 김보형 - 크로스컨트리 OST Part.2
- 2017년 4월 9일 김보형 - 크로스컨트리 OST Part.4[19]
- 2017년 4월 22일 SG 워너비 - 시카고 타지기 OST Part.3
- 2017년 6월 15일 이석훈 - You & Yours
- 2017년 9월 29일 에릭 남 - [Digital Single] Your BGM Vol.1[20]
- 2017년 10월 12일 에릭 남 - 매드독 OST Part.1
- 2017년 11월 4일 이석훈 - 고백부부 OST Part.5
- 2017년 12월 6일 에릭 남 - 슬기로운 감빵생활 OST Part.4
- 2017년 12월 27일 에릭 남 - [Digital Single] 놓지마 (Hold Me)
- 2018년 1월 6일 이석훈 - 돈꽃 OST Part.3
- 2018년 3월 6일 이석훈 - 라디오로맨스 OST Part.5
- 2018년 6월 12일 이석훈 - 검법남녀 OST Part.4
- 2018년 9월 6일 SG 워너비 - [Digital Single] 만나자
- 2018년 12월 19일 이석훈 - [Digital Single] 너였구나
- 2018년 12월 20일 에릭 남 - 남자친구 OST Part.4